# Belina z Landreville
Belina z Landreville, również Belina z Troyes (fr. Béline di Landreville; zm. 8 września 1153 w Landreville) –– francuska dziewica i męczennica w obronie czystości, święta Kościoła katolickiego.

## Żywot
Opisy życia świętej Beliny są pełne sprzecznych i często mało wiarygodnych informacji. Według tradycji miała być córką pobożnego rolnika z wioski Landreville w diecezji Troyes. Ona sama również odznaczała się dużą pobożnością: odwiedzała i opiekowała się chorymi, czuwała nad umierającymi i modliła się za zmarłych, czym zyskała sobie sympatię i szacunek tamtejszych wieśniaków. Była zaręczona z młodzieńcem z jej wsi, więc jej rodzice udali się do miejscowego dziedzica - lorda Jana de Pradines  z prośbą o pozwolenie na ślub ich córki. Lord jednak odmówił, wyrażając zamiar poślubienia Beliny, czemu dziewczyna sprzeciwiła się. Urażony dziedzic po jakimś czasie, w dniu 8 września udał się do Beliny, która przy źródle pasła stado owiec i zaczął jej składać niemoralne propozycje. Gdy ta odmówiła i zaczęła się wzbraniać, rozwścieczony kolejną odmową szlachcic dobył miecza i uderzył nim w głowę szesnastoletniej Beliny, przyprawiając ją natychmiast o śmierć. Według różnych podań dziać się to miało około roku 1153. Śmierć młodej dziewczyny wywołała bunt okolicznych mieszkańców i zamieszki, w czasie których spłonął zamek zabójcy. Jan de Pradines zdążył uciec i ukryć się przed rozwścieczonym tłumem, przez co uszedł z życiem. Został jednak obłożony papieską ekskomuniką.